# Sparedrus longicollis
Sparedrus longicollis es una especie de coleóptero de la familia Oedemeridae.

## Distribución geográfica
Habita en Irán.